# Enhydrini
Enhydrini is een tribus van kevers uit de familie schrijvertjes (Gyrinidae). Het werd beschreven in 1882 door Régimbart. De tribus kent twee subtribussen.

## Subtribussen
De tribus omvat de volgende subtribussen (en geslachten):
- Dineutina Desmarest, 1851
  - Dineutus MacLeay, 1828
- Enhydrina Régimbart, 1882
  - Andogyrus Ochs, 1924
  - Enhydrus Laporte de Castelnau, 1834
  - Macrogyrus Régimbart, 1883